# Bakkerszout

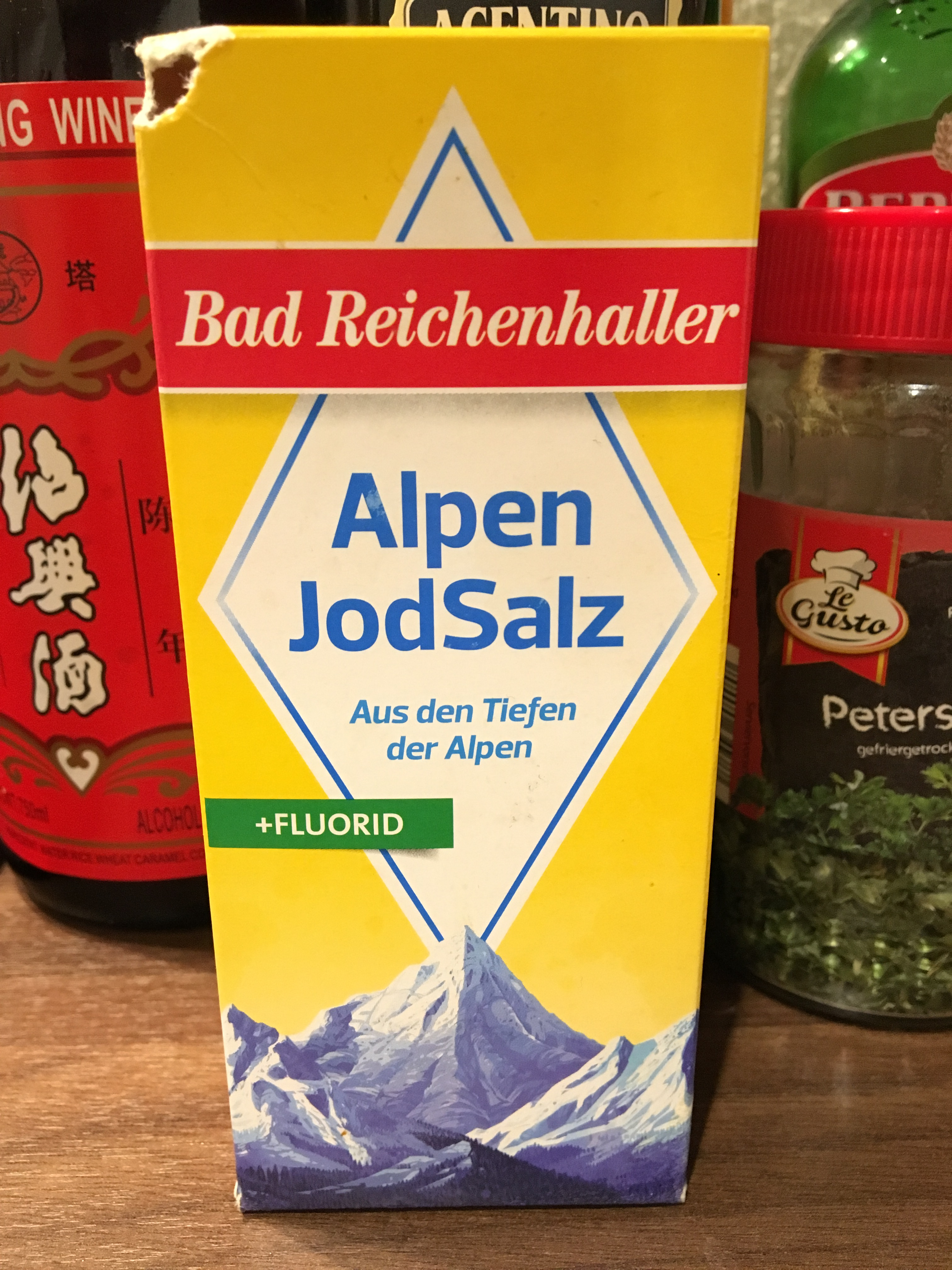
Gejodeerd zout in Duitsland

Bakkerszout is keukenzout waaraan 50 tot 65 mg jodide per kg zout is toegevoegd. Aan bakkerszout is jodide toegevoegd omdat langdurig jodiumtekort schade aan de gezondheid kan berokkenen. Een teveel aan jodium kan echter ook schadelijk zijn. Door een tekort of teveel aan jodium kunnen schildklierziekten optreden. Te veel jodium kan hyperthyreoïdie veroorzaken, of de ziekte van Hashimoto aanwakkeren, waardoor hypothyreoïdie ontstaat.

## Van broodzout naar bakkerszout in Nederland
In Nederland waren bakkers sinds 1942 verplicht om sterker gejodeerd zout te gebruiken bij de bereiding van brood. Dit zout werd broodzout genoemd. Broodzout was gewoon keukenzout (natriumchloride) waaraan 70 tot 85 mg jodide per kg zout was toegevoegd, een hoger gehalte dan in bakkerszout. 
Sinds 20 juni 2009 mogen bakkers geen broodzout (70-85 mg jodide per kg) meer gebruiken. In juni 2009 heeft de bakkerijsector een convenant gesloten met de overheid over het gebruik van bakkerszout (50-65 mg jodide per kg zout) in bakkerijproducten, het “Convenant gebruik bakkerszout”. Daardoor werd het gebruik van gejodeerd zout ook toegestaan in andere bakkerijproducten dan alleen brood, wel werd het gehalte jodium in het zout verlaagd. Bakkerszout mag ook voor producten als koekjes, cake en gebak worden gebruikt.
De verplichting om gejodeerd zout te gebruiken bij het bakken van brood is met dit convenant dus sinds 2009 vervallen. In plaats daarvan wordt via een convenant het gebruik van bakkerszout binnen de beroepsgroep bevorderd. Dit is echter niet verplicht en een klein percentage van de bakkers gebruikt geen bakkerszout. Biologische bakkers gebruiken bijvoorbeeld meestal geen gejodeerd zout bij het bakken. 
Mensen die zelf brood bakken, kunnen bakkerszout bij de bakker halen, of soms bij de winkel of molen waar broodmeel wordt verkocht.

## Situatie in België
In België heeft de FOD Volksgezondheid, Veiligheid van de Voedselketen en Leefmilieu in 2009 aan de bakkerijsector gevraagd om het jodiumtekort bij de Belgische bevolking op te lossen. Belgen hadden al jaren een tekort aan jodium. De FOD wilde daar iets aan veranderen en mikte op brood omdat het een gezond en dagelijks voedingsproduct van de Belg is. Na overleg met de bakkerijsector werd overeengekomen dat alle broden voortaan gemaakt werden met jodiumzout en niet meer met gewoon zout. Beide soorten zout kosten ongeveer evenveel en smaken ook hetzelfde.